# 水と土
『水と土』（みずとつち）は、早瀬優香子の4枚目のオリジナルアルバム。1988年07月21日にシックスティレコード（販売元はテイチク）より発売された。

## 概要
- 水野正敏と早瀬優香子本人による共同プロデュース。ワールドミュージックに仕上がっている。
- 今作からペンネームではなく早瀬優香子本人名義で、全曲作詞と5曲を作曲。

## 収録曲
1. さばくのPool
  - 作詞：早瀬優香子／作曲：早瀬優香子／編曲：水野正敏
2. Lobbyの生活
  - 作詞：早瀬優香子／作曲：早瀬優香子／編曲：水野正敏
3. 冷たい水
  - 作詞：早瀬優香子／作曲：水野正敏／編曲：水野正敏
4. 土地、愛すべきもの-沖縄-
  - 作詞：早瀬優香子／作曲：早瀬優香子／編曲：水野正敏
5. Penifa
  - 作詞：早瀬優香子／作曲：早瀬優香子／編曲：水野正敏
6. Rose market
  - 作詞：早瀬優香子／作曲：早瀬優香子／編曲：水野正敏、水野光江
7. 光合成 cock-a-doodle-doo
  - 作詞：早瀬優香子／作曲：水野正敏／編曲：水野正敏

※ドラマで共演した俳優の渡辺裕之がドラムを演奏している。

## クレジット
- Producer：水野正敏 & 早瀬優香子
- Drums：村上秀一、菅沼孝三（Tr.04）、渡辺裕之（Tr.07）
- Bass：水野正敏
- Guitar：辻邦博
- Piano & Keyboard：大徳俊幸
- Percussion：カルロス菅野
- Recording and Mixing engineer：中越道夫（SUPER STUDIO）
- Recording co-ordnator：福田美穂子（SIXTY RECORDS）
- Recorded：Victor Aoyama Studio、Zero Studio
- Mixed：音響ハウス

- Art Direction & Design：鈴木誠
- Photography：松本康男
- Hair and Make-up：吉川康雄

- Executive Producer：三野明洋（SIXTY RECORDS）

## 発売形態
| 形態 | 発売日         | 品番     | 発売元                             | 備考                                                                               |
| ---- | -------------- | -------- | ---------------------------------- | ---------------------------------------------------------------------------------- |
| LP   | 1988年07月21日 | 28L-4    | SIXTY RECORDS /テイチク            | ※LPが発売された最後のアルバム。                                                    |
| CT   | 1988年07月21日 | 28T-4    | SIXTY RECORDS /テイチク            |                                                                                    |
| CD   | 1988年07月21日 | 30D-4    | SIXTY RECORDS /テイチク            |                                                                                    |
| CD   | 1990年04月25日 | WPCL-156 | SIXTY RECORDS/ワーナー・パイオニア | ※販売元が変わったための再発売。帯のコピー文に誤植がある。                          |
| CD   | 2016年01月20日 | WQCQ-591 | ワーナーミュージック・ジャパン     | ※2016年デジタル・リマスタリング。タワーレコード限定（Tower To The People）の再発売 |